# Walking on Air (canção de Katy Perry)
"Walking on Air" é uma canção da artista musical estadunidense Katy Perry, contida em seu quarto álbum de estúdio Prism (2013). Foi composta pela própria juntamente com Adam Baptiste, Camela Leierth, Max Martin e Klas Åhlund, sendo produzida pelos dois últimos. A faixa foi lançada como o segundo dos dois singles promocionais do disco em 30 de setembro de 2013, sucedendo "Dark Horse".

## Antecedentes e lançamento
Em 29 de julho de 2013, Perry anunciou que seu quarto álbum de estúdio, intitulado Prism, seria lançado em 22 de outubro seguinte. A publicidade foi feita através de um caminhão dourado que continha respectivamente o nome da artista, o título e a data de lançamento do disco em sua caçamba. Em 20 de agosto do mesmo ano, foi relatado que devido a parceria da cantora com a marca Pepsi e a emissora MTV, seus fãs poderiam desbloquear os títulos, as letras e as amostras de duas faixas do trabalho através do Twitter. Após ouvirem os trechos, foi possível decidir qual destes números seriam lançados na íntegra antes da edição de Prism. "Dark Horse", com a participação de Juicy J, e "Walking on Air" foram os dois temas em escrutínio. Durante os MTV Video Music Awards de 2013, "Dark Horse" foi anunciada como a música mais votada, e disponibilizada na iTunes Store em 17 de setembro de 2013. Mais tarde, a cantora confirmou o lançamento de "Walking on Air" como o segundo single promocional para o dia 30 de setembro. A artista interpretou a canção pela primeira vez durante o iTunes Festival, ocorrido na mesma data de sua distribuição, em Londres.

## Composição
"Walking on Air" é um canção deep house de andamento acelerado que incorpora leves elementos de EDM. Sua instrumentação consiste no uso de baixo considerado "avassalador", enquanto suas letras aludem à um diferente tipo de êxtase, exemplificado nos versos: "Justamente quando penso que não aguento mais / Vamos mais fundo e mais além do que jamais fomos / Vamos cada vez mais alto, eu sinto como se já estivesse lá". Samantha Martin, do Popodust, complementou ainda que a intérprete "poderia estar apenas referindo-se à profundidade e altura de seus 'sentimentos', mas seguindo o dístico anterior sobre 'erotismo', nossas mentes não podem deixar de ver algo malicioso nisso. Este rapaz está ensinado a Katy seus limites emocionais e sexuais. E ela não está reclamando." Os vocais arejados de Perry são acompanhados pelas vozes de fundo cantadas por uma "suprema diva", canalizando as músicas dançantes características dos anos 1980. James Montgomery, da MTV News, relatou que a obra "bombeia e encora em um verdadeiro ritmo deep house, como algo tirado de uma faixa de Crystal Waters." Em entrevista a MTV, Perry comentou sobre a inspiração para escrever a faixa:
| “ | Eu estava passeando com a minha amiga Mia Moretti no Central Park, e vimos um grupo de pessoas patinando ao som de deep house e eu pensei: 'Tenho que fazer algo assim'. É uma canção influenciada por Crystal Waters e CeCe Peniston, e eu realmente queria trazer aquele deep house dos anos 1990 de volta. | ” |

## Crítica profissional
Amy Sciarretto, do portal Pop Crush, notou que a canção sai um pouco da "zona de conforto" da artista, complementando que "é o que esperaríamos de uma participação de Katy Perry em uma faixa de David Guetta ou Avicii, uma vez que é fortemente dependente de batidas computadorizadas." Sciarretto concluiu sua resenha afirmando que "Walking on Air" "não é tão viciante ou cativante como 'Roar' ou tão sensual quanto 'Dark Horse', mas é um lado diferente de Perry". John Walker, da MTV, comentou que "definitivamente há uma nova energia sexual inegável na música que geralmente não vemos em Katy." Mikael Wood, do Los Angeles Times, observou que "Walking on Air" "é um tema dançante ao estilo do final da década de 1980 e do início da de 1990 que CeCe Peniston ou Technotronic possam se confundir com um de seus próprios trabalhos." O jornal O Globo comentou que "a nova faixa é mais animada e dançante que as outras, e promete ser um hit nas boates."
Sam Lansky, do Idolator, opinou qua a obra é "definitivamente melhor que suas antecessoras" – "Roar" e "Dark Horse". Lansky também relatou que apesar do conteúdo lírico ainda possuir a "essência" de Perry, "agradavelmente pateta e autoconsciente", seu refrão é "amigável ás rádios, contagiante e aeróbico". O editor encerrou sua análise afirmando ser "um alívio saber que grandes nomes como Perry estão começando a fazer referências à sonoridade deep house do início dos anos 1990 (...). Talvez ainda haverá algo para dançar afinal de contas." Jason Lipshutz, da Billboard, analisou que composição possui "gagueiras melismáticas que sentiriam-se em casa, caso inclusas em um álbum do Basement Jaxx."

## Desempenho nas tabelas musicais

### Posições
| Tabela musical (2013)                                         | Melhor posição |
| ------------------------------------------------------------- | -------------- |
| Áustria (Ö3 Austria Top 40)                                   | 35             |
| Bélgica (Ultratop 50 de Flandres)                             | 44             |
| Bélgica (Ultratop 40 da Valônia)                              | 30             |
| Canadá (Canadian Hot 100)                                     | 12             |
| Dinamarca (Tracklisten)                                       | 35             |
| Espanha (Productores de Música de España)                     | 15             |
| Estados Unidos (Billboard Hot 100)                            | 34             |
| França (Syndicat National de l'Édition Phonographique)        | 25             |
| Irlanda (Irish Recorded Music Association)                    | 13             |
| Itália (Federazione Industria Musicale Italiana)              | 20             |
| Nova Zelândia (Recording Industry Association of New Zealand) | 12             |
| Países Baixos (MegaCharts)                                    | 47             |
| Reino Unido (UK Singles Chart)                                | 80‎             |